# Aybert Jozef van Huerne
Aybert Jozef van Huerne (Brugge, 31 december 1720 – 10 december 1800) was stadspensionaris van Brugge.

## Levensloop
Jonkheer Aybert Jozef Augustijn van Huerne van Schiervelde was de zoon van de burgemeester van Brugge en van het Brugse Vrije Aybert van Huerne en van diens eerste vrouw Magdalena Rapaert.
In opvolging van zijn vader was hij houder van de heerlijkheden Schiervelde, Bunneghem, Ayshove, 's Gravenwalle en Edewalle.
Hij trouwde in 1749 met Margareta Emmanuela Charles, vrouw van Puyenbeke, Pecques en Nieuwenhove (†1782). Jozef van Huerne was hun enige overlevende zoon. Zoon Aybert Jozef, geboren in 1751, was datzelfde jaar overleden.
Van Huerne studeerde eerst filosofie aan de universiteit van Dowaai en behaalde het licentiaat in de rechten aan de universiteit van Leuven. Hij werd in 1748 pensionaris van de stad Brugge en vervulde dit ambt tot in 1762, waarna hij als welvarende rentenier en verzamelaar leefde.
Hij speelde een rol in het Brugse maatschappelijk leven:
- gouverneur van de Bogaerdenschool (vanaf 1749)
- gouverneur van de Brugse Kunstacademie
- gecommitteerde bij de Watering van Blankenberge
- lid van de Sint-Jorisgilde (1785)
- Lid van de Société Littéraire (1786)

## Revolutietijd
Tijdens de Brabantse Omwenteling, waar hij een actieve voorstander van was, werd hij op 10 december 1789 tot hoogbaljuw benoemd en op 24 december tot burgemeester van het Brugse Vrije. Beide benoemingen duurden even kort als de revolutie.  Toen generaal Jan Andries vander Mersch triomfantelijk in Brugge werd onthaald, logeerde hij bij Van Huerne en werd een groot banket gehouden. Dit had als gevolg dat onder leiding van de keizersgezinde baron Triest een complot werd gesmeed om de woning van Van Huerne te plunderen. Het plan lekte uit en Triest werd gearresteerd. Hij moest later, tijdens de eerste Franse inval einde 1792, als straf op zijn knieën vergiffenis komen vragen aan van Huerne.
Op 18 december 1792, tijdens de eerste Franse inval, werd hij (Van Huerne père) verkozen tot een van de 40 voorlopige representanten van het Brugse Vrije. Althans volgens Robert Coppieters in zijn 'Journal' (blz. 235). Yvan Van den Berghe vermeldt hem niet. Zoon Joseph van Huerne was in die periode een actieve revolutiegezinde.
Naast zijn grote herenwoning in de Noordzandstraat (het vroegere refugehuis van de abdij van Sint-Omaars) en zijn zomerverblijf, het Blauwhuys, in Izegem, bezat Van Huerne ook nog een klein kasteel in Assebroek, waarschijnlijk het 'Walleken' in de Weidestraat–Leliestraat. Van Walleghem schrijft hierover in 1790 dat het 'corps volontaire', waar Joseph van Huerne toe behoorde, er militaire oefeningen hield.

### Eigentijdse documenten
- Robert COPPIETERS, Journal d’évènements divers et remarquables, Brugge, 1907
- Jozef VAN WALLEGHEM, Merckenweerdigste voorvallen 1790, Brugge, 1985
- Jean VAN HESE, L’occupation française à Bruges en 1792 et 1793. Journal Contemporain, Brugge, 1931

### Historische studies
- F. VAN DYCKE, Recueil héraldique de familles nobles et patriciennes de la ville et du franconat de Bruges, Brugge, 1851
- Werner BOUSSY, De gegoede stand te Brugge, licentiaatsthesis (onuitgegeven), Gent, 1963.
- Yvan VANDEN BERGHE, Jacobijnen en Traditionalisten. De reacties van de Bruggelingen in de revolutietijd (1780-1794), Brussel, 1972
- Andries VAN DEN ABEELE, Variaties in de revolutietijd, in: Biekorf 1983.